# Проводник Windows
Проводник (explorer.exe) — менеджер файлов в ОС Microsoft Windows. 
Одновременно является в ней графической оболочкой и отвечает за всё, что видно в свежезапущенной Windows,— пиктограммы рабочего стола, панель задач, меню «Пуск» (кроме обоев).

## Об оболочке Windows
В Windows одна из программ является оболочкой (англ. Windows shell), которая запускается вместе с системой. В ранних версиях выход из оболочки приводил к выходу из операционной системы. В современных версиях может быть загружена новая копия, если оболочка аварийно завершит работу.
Оболочка называлась:
- Windows 1 и 2 — MS-DOS Executive;
- Windows 3 — Диспетчер программ;
- Windows 95 и далее — Проводник Windows.

Программу-оболочку можно заменить на другую. Существуют альтернативные оболочки Windows: Emerge Desktop, Aston, SharpE, Talisman Desktop, GreenGnome и др.

## Обзор
Проводник Windows впервые появился в Windows 95 как замена диспетчера программ и диспетчера файлов Windows 3.x.
Иногда Проводником называют его часть, предназначенную для манипуляции файлами. Её можно вызвать двойным щелчком по иконке «Мой компьютер», запустить из «меню Пуск», воспользоваться клавиатурным сокращением ⊞ Win+E.
Последующие версии Windows, и в некоторых случаях, версии Internet Explorer, добавляли новые возможности, убирали другие, постепенно формируя из простой системы навигации по файлам полнофункциональную задаче-ориентированную систему управления файлами.
За функционирование Проводника Windows отвечает процесс explorer.exe.

## Папки
Понятие папки в Проводнике Windows несколько отличается от понятия каталога. Большинство папок отображает содержимое определённого каталога файловой системы, но существуют и специальные папки, содержимое которых не имеет реального расположения на диске, а зависит от настроек операционной системы. К таким папкам можно отнести:
- «Мой компьютер» — содержит доступные пользователю устройства хранения данных, а также ссылки на папки «Мои документы»* разных пользователей, на папку «Панель управления», а также на некоторые устройства ввода информации (сканеры, камеры и т. д.);
- «Панель управления» — содержит список ссылок на программы, с помощью которых осуществляется настройка операционной системы;
- «Корзина» — системная папка для предотвращения случайного удаления файлов. Файлы, перемещённые в «Корзину», удаляются после выполнения команды «Очистить корзину»;
- «Рабочий стол» — содержит как список файлов, находящихся в каталоге «Рабочий стол» текущего пользователя, так и отсутствующие в этом каталоге папки: «Мой компьютер», «Мои документы», «Корзина» и «Сетевое окружение».

## Библиотеки
Начиная с версии Windows 7 для организации и обеспечения доступа к файлам (независимо от места их хранения), помимо папок, пользователь может использовать библиотеки. Библиотека, упрощённо говоря, является сборником ярлыков на файлы, документы и мультимедиа. Библиотека собирает файлы определённых типов из различных расположений и отображает их в виде одной коллекции, не перемещая их из места хранения. Файлы, помещённые в библиотеку, автоматически индексируются, что обеспечивает контекстный поиск, в зависимости от типа файла.

### Перечень библиотек
- «Избранное» — используется для организации быстрого доступа к часто посещаемым папкам компьютера;
- «Документы» — используется для упорядочивания текстовых документов, электронных таблиц, презентаций и других текстовых файлов.

По умолчанию файлы, которые пользователь перемещает, копирует или сохраняет в библиотеку «Документы», хранятся в папке «Мои документы»;
- Библиотека «Изображения» предназначена для упорядочивания цифровых фотографий, полученных с фотоаппарата, сканера или по электронной почте от других людей.

По умолчанию файлы, которые пользователь перемещает, копирует или сохраняет в библиотеку «Изображения», хранятся в папке «Мои рисунки»;
- Библиотека «Музыка» предназначена для упорядочивания цифровой музыки, например, песен, скопированных со звуковых компакт-дисков или загруженных из Интернета.

По умолчанию файлы, которые пользователь перемещает, копирует или сохраняет в библиотеку «Музыка», хранятся в папке «Моя музыка»;
- Библиотека «Видео» предназначена для упорядочивания видеозаписей, например, клипов с цифровой камеры, камкордера, или видеофайлов, загруженных из Интернета.

По умолчанию файлы, которые пользователь перемещает, копирует или сохраняет в библиотеку «Видео», хранятся в папке «Мои видеозаписи».
- Библиотека «Объемные объекты» предназначена для упорядочивания файлов, созданных в Paint 3D и впервые появилась в Windows 10.

По умолчанию файлы, которые пользователь перемещает, копирует или сохраняет в библиотеку «Объемные объекты», хранятся в папке «Объемные объекты».

## Развитие проводника Windows

### Windows 95
Проводник Windows предоставляет режим просмотра, в котором каждый каталог открывается в новом окне, показывая его содержимое в виде набора иконок. Размеры и способ представления автоматически выбираются, исходя из характеристик только что открытого каталога. Например, каталог, содержащий два файла, будет меньшего размера, чем тот, который содержит 10 файлов. Если каталог содержит сотни файлов, то будет установлен режим представления Список. Примерно так же работал Program Manager в Windows 3.x.
В Windows 95 Проводник больше всего напоминал пространственно-ориентированный менеджер файлов наподобие ранних версий Macintosh Finder.
В следующих версиях Проводника большая часть этой функциональности была отключена по умолчанию, предпочтение было отдано однооконному режиму.
Также в Windows 95 был однооконный проводник, отображающий в левой части дерево папок.

### Windows Desktop Update
После выпуска обновления Рабочего Стола Windows (Windows Desktop Update), дополнительного компонента, который впоследствии был интегрирован в Windows 98, развитие Проводника было продолжено на базе технологии Internet Explorer.
Необходимо отметить добавление навигации между недавно посещёнными каталогами (стрелочки вперёд/назад).
Впоследствии эта особенность была перенята многими другими файловыми менеджерами.
В Проводник была добавлена панель ввода адреса, где пользователь может ввести путь к каталогу и перейти туда.
Также можно ввести URL, после чего в главной части окна откроется интернет-страница.
Другим нововведённым средством, которое базировалось на технологии Internet Explorer, были настраиваемые каталоги.
Такие каталоги содержали скрытые интернет-страницы, которые управляли способом представления содержимого каталогов.
Такая функциональность имела свои уязвимости, так как опиралась на скрипты и ActiveX-объекты, и поэтому была убрана из Windows XP.
Другие изменения:
- Возможность добавлять дополнительные элементы в панель задач, наиболее заметной из них является панель Быстрого запуска .
- «Активный рабочий стол», который позволил превратить фон рабочего стола в интернет-страницу.
- Возможность запуска приложений по однократному щелчку.
- Новые виртуальные каталоги для запланированных задач и интернет-папок.

### Windows NT 4
В Windows NT 4 появилась функция работы проводника в разных процессах. Это помогает избежать тормозов в интерфейсе системы и при зависании окон отдельных папок нет необходимости перезапускать оболочку полностью. Её можно активировать, найдя в редакторе реестра параметр HKCU\Software\Microsoft\Windows\CurrentVersion\Explorer\Advanced и установив значение DWORD SeparateProcess на 1.

### Windows 2000 и Windows ME
Поиск файлов, ранее вызывавшийся в отдельном специализированном окне, был встроен в окно Проводника. В нём также возможна фильтрация по дате, размеру или типу файла, и поиск по текстовому содержимому. Но для параллельного поиска по разным критериям нужно открывать несколько окон проводника, а не несколько окон поиска. Также панель поиска автоматически отключает дерево папок, по крайней мере на время поиска.
Аудио- и видеофайлы можно воспроизводить прямо в панели предпросмотра Проводника Windows 2000. Эта возможность
характерна только для Windows 2000, последующие версии Windows позволяют пользователю просматривать только первый кадр видеофайла или только метаданные аудиофайлов.

### Windows XP
В Windows XP Проводник подвергся значительным изменениям как визуального представления, так и функциональности.
Microsoft особенно сосредоточила свои усилия на то, чтобы сделать Проводник более заметным и задаче-ориентированным, добавив функциональность, отражающую растущее использование компьютера как цифрового центра различного домашнего и, в первую очередь, развлекательного оборудования.

#### Список задач
Одним из изменений стало появление панели список задач, которая отображается в левой части окна вместо обычного вида дерева папок.
Список задач предоставляет пользователю список общих действий и назначений относительно к текущей папке и выбранному файлу.
Например, для каталога, содержащего изображения, будет показан набор «Операции над изображениями», предлагая показать эти картинки как слайд-шоу, распечатать их или заказать в Интернете.
Для папок с музыкой будут предложены действия по проигрыванию файлов, либо их покупки.
Каждый каталог также содержит «Задачи для файлов и папок», предлагающих создать новые папки, открыть общий доступ, опубликовать в Интернете, а также другие обыкновенные действия, такие, как копирование, удаление, переименование папок и файлов. Типы файлов, которые опознали себя как способные к печати, дополнительно получают действие по печати документа.
Ниже находится панель «Другие места», содержащая списки, которые указывают на другие папки, расположенные рядом, или имеющие какую-либо связь с данной. Например, папка «Мой компьютер», «Панель управления», «Мои документы». Выбор этих папок иногда нелогичен, что приводило к критике Microsoft за её выбор точек навигации.
Ещё ниже находится панель «Детали», которая предоставляет дополнительную информацию о папке или файлах, обычно размер и дату создания, но, в зависимости от типа файла, может быть показан эскиз, автор, линейный размер изображения или другие детали.
Кнопкой «Папки» можно переключаться между обычной панелью дерева каталогов и списком задач.
Панель может быть отключена в элементе управления «Свойства папки»: «Отображать простой вид папок».

#### Помощник по поиску
Функциональность поиска в Windows XP была слегка расширена по отношению к предыдущим версиям.
Весьма сомнительным новшеством было введение анимированного персонажа Microsoft Agent, который является полным аналогом помощника из Microsoft Office. Анимированный персонаж был введён в попытку сделать поиск более дружелюбным и увлекательным. Кроме персонажа по умолчанию, щенка Тузика (Rover), есть ещё три анимированных персонажа: Маг (Merlin the magician), Марина (Courtney) и Сан Саныч (Earl the surfer).
Функциональность поиска практически эквивалентна функциональности в Windows 2000 и Windows Me, за исключением того, что поиск можно ограничить только «Документами» или «Изображение, музыку или видео». Эта особенность достойна упоминания только по следующей причине: чтобы определить список типов файлов, соответствующих этой категории, Проводник соединяется с сервером Microsoft и скачивает набор XML-файлов, содержащих критерии отнесения файла к категории. Хотя сама по себе эта функциональность безвредна, это привлекло внимание людей, заботящихся о безопасности, которые считали, что Windows нет необходимости соединяться с серверами Microsoft, чтобы выполнить поиск в пределах одного компьютера.

#### Управление изображениями
Для улучшения предпросмотра изображений в Windows XP введён режим Диафильм. Кнопками «Вперёд», «Назад» можно пролистывать изображения, просматривая текущее в большом разрешении, при этом доступны к обозрению близлежащие изображения. Также есть режим просмотра эскизов, в котором реализована метафора пространственно-ориентированного менеджера файлов. Каталог представляется как набор эскизов документов, содержащихся в нём. Каталог с изображениями в вышестоящем каталоге будет представлен эскизами первых четырёх из них.

#### Публикация в Интернете
Интернет-сайты, которые предоставляют услуги хранения изображений, могут быть подключены к Проводнику Windows, после чего пользователь может загрузить выбранные изображения или папки в Интернет без необходимости использования FTP или других интернет-интерфейсов.

#### Другие изменения
- Проводник стал способен понимать метаданные многих типов файлов. Например, у изображений, сделанных цифровой камерой, можно просмотреть информацию из блока EXIF, как в свойствах файла, так и в дополнительных колонках свойств.
- Добавлен режим Плитка, в котором иконка файла представляется в увеличенном разрешении (48x48), и справа размещается дополнительная информация: имя, тип, размер, производитель.
- Панели инструментов могут быть заблокированы от случайного изменения/перемещения.
- Теперь Проводник может записывать CD-R и DVD-RAM диски без привлечения сторонних программ.

### Windows Server 2003
Проводник в Windows Server 2003 поддерживает ту же функциональность, что и в Windows XP, но панель списка задач и помощник поиска по умолчанию выключены.

### Windows Vista
Меню «Поиск» исчезло, на смену ему пришла панель поиска в правом верхнем углу «Поиск» в окне папки. «Папки» теперь является панелью и размещена вместе с избранными папками. В поиске сильно ограничены возможности поиска по шаблону, нет поиска по содержимому.
Панель слева является областью дополнительных папок. Верхняя панель приобрела более современный вид. Добавилась возможность просматривать эскизы таких файлов, как документы Microsoft Office Word, таблиц Microsoft Office Excel, презентаций Microsoft Office PowerPoint, документов PDF.

### Windows 7
Кардинальные изменения панели задач. Привычная панель быстрого запуска по умолчанию скрыта — вместо этого программы можно закреплять на панели задач, как в меню «Пуск». Свернуть все окна теперь можно, нажав кнопку в правом конце панели. Меню Пуск собирает информацию о последних открытых файлах и доступных действиях для каждой программы. Классический вид меню Пуск не предусмотрен.
Структура дерева Проводника переработана. Папка Избранное стала обычным корневым узлом, как и Мой компьютер, Сеть и Библиотеки — Рабочий стол сошёл с пьедестала. Новый элемент библиотеки позволяет собрать в одном узле все папки одной тематики.

### Windows 8
Изменения коснулись иконок, которые были переделаны под стиль интерфейса Metro. Был добавлен интерфейс Ribbon. Также можно закрепить любое окно проводника на экране «Пуск». В остальном проводник практически ничем не отличается от такового в Windows 7.
Вернулась кнопка «Вверх», расположенная между кнопками навигации и адресной строкой.
На месте области сведений находится строка состояния, показывающая информацию о количестве выделенных файлов и папок, объёме выделенных файлов, а также общее число файлов и папок в открытой папке. В правой части строки состояния размещены две кнопки для переключения между режимами отображения «Таблица» и «Крупные значки».
Область сведений теперь по умолчанию отключена и размещается справа (по этой причине её нельзя включить одновременно с областью просмотра), информация на ней расположена по вертикали. Старая область сведений, однако, осталась в таких местах, как «Игры», «Устройства и принтеры», «Программы и компоненты».
Появилась возможность отключения списка «Избранное» из области навигации.

### Windows 10
В ранних версиях Windows один процесс Проводника отвечал за все окна, в Windows 10 каждое окно работает как отдельное приложение — зависание одного из Проводников не скажется на остальных окнах и меню «Пуск».

## Расширения оболочки, написанные в .NET
Не рекомендуется писать расширения оболочки в языках .NET, так как позволяется только одна среда выполнения CLR для одного процесса, поэтому может возникнуть конфликт между двумя расширениями оболочки, использующим разные версии CLR. Рекомендация сохраняется, несмотря на то, что .Net Framework 4 поддерживает технологию side-by-side для версий .Net Framework 2.0, 3.0, 3.5 и позволяет в одном и том же процессе использовать как старую CLR 2, так и новую CLR 4.